# جوزيف داوني (سياسي)
جوزيف داوني هو سياسي كندي، ولد في 17 يناير 1865 في كندا، وتوفي في 1926 في أوريليا في كندا. حزبياً، نشط في حزب أونتاريو المحافظ التقدمي. وقد انتخب عضو برلمان مقاطعة أونتاريو.